# Бобрышев, Валентин Сергеевич
Валенти́н Серге́евич Бо́брышев (5 марта 1945, село Архиповка, ныне село Архиповское, Будённовский район, Ставропольский край — 30 ноября 2022, Санкт-Петербург) — российский военачальник. Командующий войсками Ленинградского военного округа (1997—2005), генерал армии (2003).

## Биография
Родился в семье военнослужащего. Окончил Киевское Суворовское военное училище в 1963 г. В Советской Армии с 1963 года. Окончил Ленинградское высшее общевойсковое командное училище имени С. М. Кирова в 1966 г. С 1966 года служил в 131-й мотострелковой Печенгской дивизии 6-й армии Ленинградского военного округа, в Заполярье: с сентября 1966 — командир мотострелкового взвода, с ноября 1966 — командир разведывательного взвода, с сентября 1969 — командир мотострелковой роты, с октября 1971 — заместитель командира батальона, с ноября 1972 — командир батальона. С августа 1974 года — на учёбе.
В 1977 году окончил Военную академию имени М. В. Фрунзе. С июня 1977 года — командир мотострелкового полка, с сентября 1979 по август 1981 года — начальник штаба 123-й гвардейской мотострелковой дивизии Дальневосточного военного округа.
В 1983 году окончил Военную академию Генерального штаба Вооружённых Сил имени К. Е. Ворошилова. С июля 1983 года — командир 19-й гвардейской танковой Николаевско-Будапештской дивизии Южной группы войск на территории Венгрии, с сентября 1985 года — 1-й заместитель командующего 14-й гвардейской армией Одесского военного округа, с июня 1987 года — начальник штаба, а с мая 1988 года — командующий 1-й гвардейской армией Киевского военного округа. Генерал-лейтенант (29.06.1990).
С августа 1991 года — начальник штаба Прибалтийского военного округа. С ноября 1991 года — начальник штаба Северо-Западной группы войск на территории Литвы, Латвии и Эстонии. С сентября 1994 года находился в распоряжении командующего Ленинградским военным округом. В мае — ноябре 1995 года — командующий Коллективными миротворческими силами Содружества Независимых Государств на территории Таджикистана.
С декабря 1995 года — начальник штаба — первый заместитель командующего войсками Ленинградского военного округа. В декабре 1996 года, после гибели в авиационной катастрофе командующего войсками округа генерал-полковника С. П. Селезнёва, назначен исполняющим обязанности командующего войсками Ленинградского военного округа. 4 марта 1997 года утверждён в должности командующего войсками округа. Генерал-полковник (9.05.1997). Воинское звание генерал армии присвоено указом Президента Российской Федерации от 21 февраля 2003 года.
С марта 2005 года — в запасе. В отставке — с 2010 года.
После увольнения жил в Санкт-Петербурге, работал заместителем начальника Октябрьской железной дороги ОАО «РЖД».
Был женат, имел сына и дочь. Известно, что генерал Бобрышев В. С. являлся страстным библиофилом и обладал уникальной библиотекой в несколько тысяч изданий.
Скончался 30 ноября 2022 года на 78-м году жизни после продолжительной болезни. Похоронен на Никольском кладбище Александро-Невской лавры в Санкт-Петербурге.

## Награды
- Орден «За военные заслуги» (1999),
- Орден Почёта (2005),
- Орден «За службу Родине в Вооружённых Силах СССР» 2-й и 3-й степеней,
- медали,
- именное огнестрельное оружие (дважды, 1994, 1995),
- три ордена иностранных государств,
- награды общественных организаций.
- Грамота СНГ (2000)[3].